# Vòng loại giải vô địch bóng đá châu Âu 2020 (vòng play-off)
Loạt trận play-off của vòng loại giải vô địch bóng đá châu Âu 2020 sẽ quyết định bốn đội tuyển cuối cùng lọt vào vòng chung kết giải vô địch bóng đá châu Âu 2020. Không giống như các mùa Euro trước, các đội tuyển tham gia vòng play-off không được xác định dựa trên kết quả từ vòng loại truyền thống. Thay vào đó, 16 đội tuyển không vượt qua vòng loại thông qua các bảng đấu của họ được chọn dựa trên thành tích của họ trong giải vô địch bóng đá các quốc gia châu Âu 2018-19. 16 đội tuyển sau đó được phân chia thành bốn nhánh, mỗi nhánh có chứa 4 đội, với mỗi nhánh play-off gồm hai trận bán kết một lượt và một trận chung kết một lượt. Bốn đội thắng cuộc tại 4 nhánh play-off sẽ giành vé tham dự Giải vô địch bóng đá châu Âu 2020. Các trận đấu được dự kiến diễn ra vào tháng 3 năm 2020, nhưng đã bị hoãn đến tháng 10 và tháng 11 năm 2020 do đại dịch COVID-19 tại châu Âu.

## Thể thức
16 đội tuyển sẽ được lựa chọn dựa trên thành tích của họ trong giải vô địch bóng đá các quốc gia châu Âu 2018-19. 16 đội tuyển sẽ được phân chia thành bốn nhánh, mỗi nhánh có chứa 4 đội, với một đội tuyển từ mỗi nhánh được vượt qua vòng loại để giành vé dự vòng chung kết. 

### Lựa chọn đội tuyển
Trong số 16 đội tham gia, mỗi hạng đấu từ A đến D sẽ có 4 đội giành vé. Tuy nhiên, trước khi xác định các đội đá play-off, thì 20 đội giành vé vào thẳng Euro thông qua vòng loại truyền thống sẽ được gạch tên ra khỏi bảng xếp hạng của các hạng đấu tại Nations League (Vì đã giành vé dự Euro nên không phải đá play-off). Điều này dẫn đến việc số đội còn lại trong 1 hạng đấu có thể lớn hơn 4, bằng 4 hoặc thấp hơn 4. Khi đó, 16 đội thi đấu play-off sẽ được xác định dựa trên các trường hợp như sau (Thực hiện lần lượt từ hạng D lên hạng A, riêng trường hợp 4 thì xác định đội từ hạng A đến hạng D):
Lưu ý: đây chỉ là các bước xác định danh tính của 16 đội thi đấu play-off, chưa xác định các đội sẽ vào nhánh nào.
1. Nếu số đội còn lại trong 1 hạng đấu lớn hơn 4, trong đó có 4 đội nhất bảng (tức là không có đội nhất bảng nào giành suất vào thẳng Euro thông qua vòng loại truyền thống), thì cả 4 đội đó sẽ giành vé đá play-off.
2. Nếu số đội còn lại trong 1 hạng đấu lớn hơn 4, trong đó số đội đứng nhất bảng thấp hơn 4 (tức là có 1 hoặc nhiều đội nhất bảng đã giành suất vào thẳng Euro thông qua vòng loại truyền thống), thì những đội nhất bảng còn lại sẽ được đá play-off, và những đội có thành tích tốt tiếp theo dựa trên bảng xếp hạng tổng thể của hạng đấu đó cũng sẽ có vé play-off để đảm bảo đủ 4 đội.
3. Nếu số đội còn lại trong 1 hạng đấu bằng 4, cả 4 đội đó sẽ vào vòng play-off (Không phân biệt nhất bảng hay không nhất bảng).
4. Nếu số đội còn lại trong 1 hạng đấu thấp hơn 4 (Không phân biệt nhất bảng hay không nhất bảng), thì các suất dự play-off còn thiếu sẽ được dành cho các đội thuộc các hạng đấu thấp hơn nhưng chưa giành được vé để đảm bảo có đủ 16 đội. Khi đó, số đội tham dự vòng play-off trong 1 hạng đấu sẽ nhiều hơn 4 (Chưa phân nhánh).
5. Sau khi xác định xong 16 đội đá play-off, thì sẽ tiến hành thống kê xem mỗi hạng đấu có bao nhiêu đội được đá play-off để thực hiện phân nhánh.

### Phân bổ nhánh
16 đội lọt vào vòng play-off sẽ được phân thành 4 nhánh, mỗi nhánh 4 đội. Quy trình phân nhánh như sau (Thực hiện lần lượt từ hạng D cho đến hạng A):
1. Nếu số đội được đá play-off trong hạng đấu đó bằng 4, thì cả 4 đội đó sẽ vào nhánh đấu tương ứng với hạng đấu đó (Ví dụ: đội thuộc hạng D sẽ vào nhánh D).
2. Nếu số đội giành vé dự play-off trong 1 hạng đấu lớn hơn 4 (tức là có một số đội được chuyển lên nhánh trên để đảm bảo mỗi nhánh có đủ 4 đội), thì những đội nào giành ngôi nhất bảng sẽ vào nhánh tương ứng với hạng đấu (Ví dụ: đội thuộc hạng C sẽ vào nhánh C), còn những đội không giành ngôi nhất bảng sẽ được bốc thăm để xác định những đội cuối cùng lọt vào nhánh đấu thuộc hạng đấu của mình.
3. Các đội còn lại sẽ rơi vào nhánh đấu của hạng đấu cao hơn.

Nếu sau khi loại bỏ 20 đội giành vé vào thẳng Euro, mà hạng A không còn đội nào (tức là tất cả các đội của hạng A đều giành vé vào thẳng UEFA Euro 2020 thông qua vòng loại truyền thống), thì 4 đội thuộc 1 hoặc nhiều hạng đấu thấp hơn sẽ rơi vào nhánh A thuộc hạng A.

### Các cặp đấu và quy tắc
Mỗi nhánh play-off sẽ diễn ra 2 trận bán kết 1 lượt, và trận chung kết 1 lượt. Đội có thứ hạng cao nhất trong nhánh sẽ đấu với đội có thứ hạng thấp nhất trong nhánh trên sân nhà, và đội có thứ hạng cao thứ nhì trong nhánh sẽ đấu với đội có thứ hạng cao thứ 3 trong nhành trên sân nhà. Đội chủ nhà trong trận chung kết của nhánh đấu sẽ được xác định thông qua bốc thăm.
Các trện play-off sẽ diễn ra theo thể thức loại trực tiếp. Nếu 2 đội hòa nhau sau 90 phút chính thức thì sẽ bước vào 30 phút hiệp phụ, các đội sẽ có lần thay người thứ 4. Nếu tỉ số vẫn hòa, loạt luân lưu sẽ được thực hiện để xác định đội thắng cuộc.

## Lựa chọn các đội tuyển
Quá trình lựa chọn đội tuyển sẽ xác định 16 đội tuyển sẽ tranh tài trong vòng play-off dựa trên một thiết lập tiêu chí. Các đội tuyển trong chữ đậm có giành quyền vào vòng play-off.
| Hạng | Đội tuyển      |
| ---- | -------------- |
| 1 GW | Bồ Đào Nha     |
| 2 GW | Hà Lan[H]      |
| 3 GW | Anh[H]         |
| 4 GW | Thụy Sĩ        |
| 5    | Bỉ             |
| 6    | Pháp           |
| 7    | Tây Ban Nha[H] |
| 8    | Ý[H]           |
| 9    | Croatia        |
| 10   | Ba Lan         |
| 11   | Đức[H]         |
| 12   | Iceland        |

| Hạng  | Đội tuyển            |
| ----- | -------------------- |
| 13 GW | Bosna và Hercegovina |
| 14 GW | Ukraina              |
| 15 GW | Đan Mạch[H]          |
| 16 GW | Thụy Điển            |
| 17    | Nga[H]               |
| 18    | Áo                   |
| 19    | Wales                |
| 20    | Cộng hòa Séc         |
| 21    | Slovakia             |
| 22    | Thổ Nhĩ Kỳ           |
| 23    | Cộng hòa Ireland[H]  |
| 24    | Bắc Ireland          |

| Hạng  | Đội tuyển   |
| ----- | ----------- |
| 25 GW | Scotland[H] |
| 26 GW | Na Uy       |
| 27 GW | Serbia      |
| 28 GW | Phần Lan    |
| 29    | Bulgaria    |
| 30    | Israel      |
| 31    | Hungary[H]  |
| 32    | România[H]  |
| 33    | Hy Lạp      |
| 34    | Albania     |
| 35    | Montenegro  |
| 36    | Síp         |
| 37    | Estonia     |
| 38    | Slovenia    |
| 39    | Litva       |

| Hạng  | Đội tuyển      |
| ----- | -------------- |
| 40 GW | Gruzia         |
| 41 GW | Bắc Macedonia  |
| 42 GW | Kosovo         |
| 43 GW | Belarus        |
| 44    | Luxembourg     |
| 45    | Armenia        |
| 46    | Azerbaijan[H]  |
| 47    | Kazakhstan     |
| 48    | Moldova        |
| 49    | Gibraltar      |
| 50    | Quần đảo Faroe |
| 51    | Latvia         |
| 52    | Liechtenstein  |
| 53    | Andorra        |
| 54    | Malta          |
| 55    | San Marino     |

Từ khóa
1. GW Đội thắng bảng Nations League
2. H Chủ nhà giải vô địch bóng đá châu Âu 2020
3. Đội giành quyền vào vòng play-off
4. Đội vượt qua vòng loại trực tiếp cho vòng chung kết

## Bốc thăm
Lễ bốc thăm trận play-off vòng loại sẽ diễn ra vào ngày 22 tháng 11 năm 2019, lúc 12:00 CET, tại trụ sở UEFA ở Nyon, Thụy Sĩ. Các chủ nhà vòng chung kết cũng sẽ được bốc thăm giữa hai cặp bán kết.
Dựa vào số đội giành vé play-off của mỗi hạng đấu, 4 nhánh play-off được xác định như sau (Dựa vào thể thức phân bố nhánh, thực hiện từ hạng D lên hạng A):
- Vì hạng D có 4 đội đá play-off (4 đội nhất bảng), cả 4 đội rơi vào nhánh D.
- Vì hạng C có 7 đội đá play-off (3 đội nhất bảng và 4 đội không nhất bảng), 3 đội nhất bảng rơi vào nhánh C, trong khi 4 đội không nhất bảng được bốc thăm để xác định đội còn lại rơi vào nhánh C.
- Vì hạng B có 4 đội đá play-off (1 đội nhất bảng và 3 đội không nhất bảng), cả 4 đội rơi vào nhánh B.
- Vì hạng A có 1 đội đá play-off (1 đội không nhất bảng), đội đó rơi vào nhánh A. Ba đội còn lại được dựa trên kết quả bốc thăm giữa 4 đội không nhất bảng tại nhánh C, đội nào rơi vào nhánh C thì 3 đội còn lại rơi vào nhánh A.

Đây là 4 đội không đứng nhất bảng tại hạng C được tiến hành bốc thăm (sắp xếp dựa trên kết quả thi đấu tại Nations League), 1 đội rơi vào nhánh C, trong khi 3 đội còn lại rơi vào nhánh A:
1. Bulgaria
2. Israel
3. Hungary[H]
4. România[H]

Kết quả bốc thăm: Isreal vào nhánh C. Bulgaria, Hungary và Romania vào nhánh A.
Dưới đây là danh sách chính thức của các nhánh play-off:
| Hạng | Đội tuyển  |
| ---- | ---------- |
| 1    | Iceland    |
| 2    | Bulgaria   |
| 3    | Hungary[H] |
| 4    | România[H] |

| Hạng | Đội tuyển            |
| ---- | -------------------- |
| 1    | Bosna và Hercegovina |
| 2    | Slovakia             |
| 3    | Cộng hòa Ireland[H]  |
| 4    | Bắc Ireland          |

| Hạng | Đội tuyển   |
| ---- | ----------- |
| 1    | Scotland[H] |
| 2    | Na Uy       |
| 3    | Serbia      |
| 4    | Israel      |

| Hạng | Đội tuyển     |
| ---- | ------------- |
| 1    | Gruzia        |
| 2    | Bắc Macedonia |
| 3    | Kosovo        |
| 4    | Belarus       |

Từ khóa
1. H Chủ nhà của các bảng đấu tại giải vô địch bóng đá châu Âu 2020

## Lịch thi đấu
Các trận play-off sẽ diễn ra vào tháng 10 và tháng 11 năm 2020.
Danh sách lịch thi đấu ban đầu được UEFA được xuất bản vào ngày 22 tháng 11 năm 2019 sau lễ bốc thăm. Ban đầu, các trận bán kết dự kiến diễn ra vào ngày 26 tháng 3 năm 2020, trong khi các trận chung kết sẽ diễn ra năm ngày sau đó vào ngày 31 tháng 3. Tuy nhiên, các trận play-off đã bị hoãn đến tháng 6 năm 2020, theo đánh giá về tình hình, do đại dịch virus corona 2020 tại châu Âu.
Thời gian là CEST (UTC+2), được liệt kê bởi UEFA (giờ địa phương, nếu khác nhau, nằm trong dấu ngoặc đơn). Thời gian bắt đầu thông thường sẽ là lúc 20:45, với một số ngoại lệ vào lúc 18:00 dựa trên múi giờ địa phương.

## Nhánh A
Đội thắng ở nhánh A sẽ rơi vào một trong những bảng sau đây trong vòng chung kết:
- Nếu Bulgaria, Hungary hoặc Iceland thắng nhánh A, đội thắng nhánh A sẽ lọt vào bảng F.
- Nếu Romania thắng nhánh A, họ sẽ lọt vào bảng C.

### Sơ đồ
|  | Bán kết                | Bán kết |                        |   | Chung kết | Chung kết |
|  |                        |         |                        |   |           |           |
|  | 8 tháng 10 – Sofia     |         |                        |   |           |           |
|  |                        |         |                        |   |           |           |
|  | Bulgaria               | 1       |                        |   |           |           |
|  | Bulgaria               | 1       | 12 tháng 11 – Budapest |   |           |           |
|  | Hungary                | 3       |                        |   |           |           |
|  | Hungary                | 3       | Hungary                | 2 |           |           |
|  | 8 tháng 10 – Reykjavík |         | Hungary                | 2 |           |           |
|  |                        | Iceland | 1                      |   |           |           |
|  | Iceland                | Iceland | 1                      | 2 |           |           |
|  | Iceland                |         |                        | 2 |           |           |
|  | România                | 1       |                        |   |           |           |
|  | România                | 1       |                        |   |           |           |

### Tóm tắt
| Đội 1     | Tỉ số | Đội 2   |
| --------- | ----- | ------- |
| Bán kết   |       |         |
| Iceland   | 2–1   | România |
| Bulgaria  | 1–3   | Hungary |
| Chung kết |       |         |
| Hungary   | 2–1   | Iceland |

### Bán kết
| Iceland                  | 2–1      | România             |
| ------------------------ | -------- | ------------------- |
| - G. Sigurðsson 16', 35' | Chi tiết | - Maxim 63' (ph.đ.) |

| Bulgaria    | 1–3      | Hungary                                |
| ----------- | -------- | -------------------------------------- |
| - Yomov 89' | Chi tiết | - Orbán 17' - Kalmár 47' - Nikolić 75' |

### Chung kết
| Hungary                       | 2–1      | Iceland             |
| ----------------------------- | -------- | ------------------- |
| - Négo 88' - Szoboszlai 90+2' | Chi tiết | - G. Sigurðsson 11' |

## Nhánh B
Đội thắng nhánh B sẽ lọt vào bảng E trong vòng chung kết.

### Sơ đồ
|  | Bán kết                 | Bán kết           |                       |       | Chung kết | Chung kết |
|  |                         |                   |                       |       |           |           |
|  | 8 tháng 10 – Sarajevo   |                   |                       |       |           |           |
|  |                         |                   |                       |       |           |           |
|  | Bosna và Hercegovina    | 1 (3)             |                       |       |           |           |
|  | Bosna và Hercegovina    | 1 (3)             | 12 tháng 11 – Belfast |       |           |           |
|  | Bắc Ireland (p)         | 1 (4)             |                       |       |           |           |
|  | Bắc Ireland (p)         | 1 (4)             | Bắc Ireland           | 1     |           |           |
|  | 8 tháng 10 – Bratislava |                   | Bắc Ireland           | 1     |           |           |
|  |                         | Slovakia (s.h.p.) | 2                     |       |           |           |
|  | Slovakia (p)            | Slovakia (s.h.p.) | 2                     | 0 (4) |           |           |
|  | Slovakia (p)            |                   |                       | 0 (4) |           |           |
|  | Cộng hòa Ireland        | 0 (2)             |                       |       |           |           |
|  | Cộng hòa Ireland        | 0 (2)             |                       |       |           |           |

### Tóm tắt
| Đội 1                | Tỉ số                | Đội 2            |
| -------------------- | -------------------- | ---------------- |
| Bán kết              |                      |                  |
| Bosna và Hercegovina | 1–1 (s.h.p.) (3–4 p) | Bắc Ireland      |
| Slovakia             | 0–0 (s.h.p.) (4–2 p) | Cộng hòa Ireland |
| Chung kết            |                      |                  |
| Bắc Ireland          | 1–2 (s.h.p.)         | Slovakia         |

### Bán kết
| Bosna và Hercegovina                            | 1–1 (s.h.p.) | Bắc Ireland                                        |
| ----------------------------------------------- | ------------ | -------------------------------------------------- |
| - Krunić 14'                                    | Chi tiết     | - McGinn 53'                                       |
| Loạt sút luân lưu                               |              |                                                    |
| - Pjanić - Hajradinović - Višća - Hotić - Džeko | 3–4          | - Dallas - Lafferty - Saville - Washington - Boyce |

| Slovakia                                 | 0–0 (s.h.p.) | Cộng hòa Ireland                       |
| ---------------------------------------- | ------------ | -------------------------------------- |
|                                          | Chi tiết     |                                        |
| Loạt sút luân lưu                        |              |                                        |
| - Hamšík - Hrošovský - Haraslín - Greguš | 4–2          | - Hourihane - Brady - Browne - Doherty |

### Chung kết
| Bắc Ireland           | 1–2 (s.h.p.) | Slovakia                 |
| --------------------- | ------------ | ------------------------ |
| - Škriniar 88' (l.n.) | Chi tiết     | - Kucka 17' - Ďuriš 110' |

## Nhánh C
Đội thắng nhánh C sẽ lọt vào bảng D trong vòng chung kết.

### Sơ đồ
|  | Bán kết              | Bán kết      |                        |       | Chung kết | Chung kết |
|  |                      |              |                        |       |           |           |
|  | 8 tháng 10 – Oslo    |              |                        |       |           |           |
|  |                      |              |                        |       |           |           |
|  | Na Uy                | 1            |                        |       |           |           |
|  | Na Uy                | 1            | 12 tháng 11 – Belgrade |       |           |           |
|  | Serbia (s.h.p.)      | 2            |                        |       |           |           |
|  | Serbia (s.h.p.)      | 2            | Serbia (p)             | 1 (4) |           |           |
|  | 8 tháng 10 – Glasgow |              | Serbia (p)             | 1 (4) |           |           |
|  |                      | Scotland (p) | 1 (5)                  |       |           |           |
|  | Scotland (p)         | Scotland (p) | 1 (5)                  | 0 (5) |           |           |
|  | Scotland (p)         |              |                        | 0 (5) |           |           |
|  | Israel               | 0 (3)        |                        |       |           |           |
|  | Israel               | 0 (3)        |                        |       |           |           |

### Tóm tắt
| Đội 1     | Tỉ số                | Đội 2    |
| --------- | -------------------- | -------- |
| Bán kết   |                      |          |
| Scotland  | 0–0 (s.h.p.) (5–3 p) | Israel   |
| Na Uy     | 1–2 (s.h.p.)         | Serbia   |
| Chung kết |                      |          |
| Serbia    | 1–1 (s.h.p.) (4-5 p) | Scotland |

### Bán kết
| Scotland                                             | 0–0 (s.h.p.) | Israel                                  |
| ---------------------------------------------------- | ------------ | --------------------------------------- |
|                                                      | Chi tiết     |                                         |
| Loạt sút luân lưu                                    |              |                                         |
| - McGinn - McGregor - McTominay - Shankland - McLean | 5–3          | - Zahavi - Bitton - Weissman - Abu Fani |

| Na Uy         | 1–2 (s.h.p.) | Serbia                       |
| ------------- | ------------ | ---------------------------- |
| - Normann 88' | Chi tiết     | - Milinković-Savić 82', 102' |

### Chung kết
| Serbia                                         | 1–1 (s.h.p.) | Scotland                                               |
| ---------------------------------------------- | ------------ | ------------------------------------------------------ |
| - Jović 90'                                    | Chi tiết     | - Christie 52'                                         |
| Loạt sút luân lưu                              |              |                                                        |
| - Tadić - Jović - Gudelj - Katai - A. Mitrović | 4–5          | - Griffiths - McGregor - McTominay - McBurnie - McLean |

## Nhánh D
Đội thắng nhánh D sẽ lọt vào một trong những bảng sau đây trong vòng chung kết:
- Nếu Bulgaria, Hungary hoặc Iceland thắng nhánh A, đội thắng nhánh D sẽ lọt vào bảng C.
- Nếu Romania thắng nhánh A, đội thắng nhánh D sẽ tham gia bảng F.

### Sơ đồ
|  | Bán kết              | Bán kết       |                       |   | Chung kết | Chung kết |
|  |                      |               |                       |   |           |           |
|  | 8 tháng 10 – Tbilisi |               |                       |   |           |           |
|  |                      |               |                       |   |           |           |
|  | Gruzia               | 1             |                       |   |           |           |
|  | Gruzia               | 1             | 12 tháng 11 – Tbilisi |   |           |           |
|  | Belarus              | 0             |                       |   |           |           |
|  | Belarus              | 0             | Gruzia                | 0 |           |           |
|  | 8 tháng 10 – Skopje  |               | Gruzia                | 0 |           |           |
|  |                      | Bắc Macedonia | 1                     |   |           |           |
|  | Bắc Macedonia        | Bắc Macedonia | 1                     | 2 |           |           |
|  | Bắc Macedonia        |               |                       | 2 |           |           |
|  | Kosovo               | 1             |                       |   |           |           |
|  | Kosovo               | 1             |                       |   |           |           |

### Tóm tắt
| Đội 1         | Tỉ số | Đội 2         |
| ------------- | ----- | ------------- |
| Bán kết       |       |               |
| Gruzia        | 1–0   | Belarus       |
| Bắc Macedonia | 2–1   | Kosovo        |
| Chung kết     |       |               |
| Gruzia        | 0–1   | Bắc Macedonia |

### Bán kết
| Gruzia                   | 1–0      | Belarus |
| ------------------------ | -------- | ------- |
| - Okriashvili 7' (ph.đ.) | Chi tiết |         |

| Bắc Macedonia                        | 2–1      | Kosovo            |
| ------------------------------------ | -------- | ----------------- |
| - Kololli 16' (l.n.) - Velkovski 33' | Chi tiết | - Hadergjonaj 29' |

### Chung kết
| Gruzia | 0–1      | Bắc Macedonia |
| ------ | -------- | ------------- |
|        | Chi tiết | - Pandev 56'  |

## Cầu thủ ghi bàn
Đang có 22 bàn thắng ghi được trong 16 trận đấu, trung bình 1.38 bàn thắng mỗi trận đấu.
3 bàn thắng
- Gylfi Sigurðsson

2 bàn thắng
- Sergej Milinković-Savić

1 bàn thắng
- Rade Krunić
- Georgi Yomov
- Tornike Okriashvili
- Zsolt Kalmár
- Nemanja Nikolić
- Loïc Négo
- Will Orban
- Dominik Szoboszlai
- Florent Hadergjonaj
- Goran Pandev
- Darko Velkovski
- Niall McGinn
- Mathias Normann
- Alexandru Maxim
- Ryan Christie
- Luka Jović
- Juraj Kucka
- Michal Ďuriš

1 bàn phản lưới nhà
- Benjamin Kololli (trong trận gặp Bắc Macedonia)
- Milan Škriniar (trong trận gặp Bắc Ireland)

## Kỷ luật
Một cầu thủ sẽ bị đình chỉ tự động trong trận đấu tiếp theo cho các hành vi phạm tội sau đây:
- Nhận thẻ đỏ (treo thẻ đỏ có thể được gia hạn đối với các hành vi phạm tội nghiêm trọng)

Treo thẻ vàng từ vòng loại vòng bảng không được chuyển tiếp đến vòng play-off, trận chung kết hoặc bất kỳ trận đấu quốc tế nào khác trong tương lai.